# Gina McCarthy

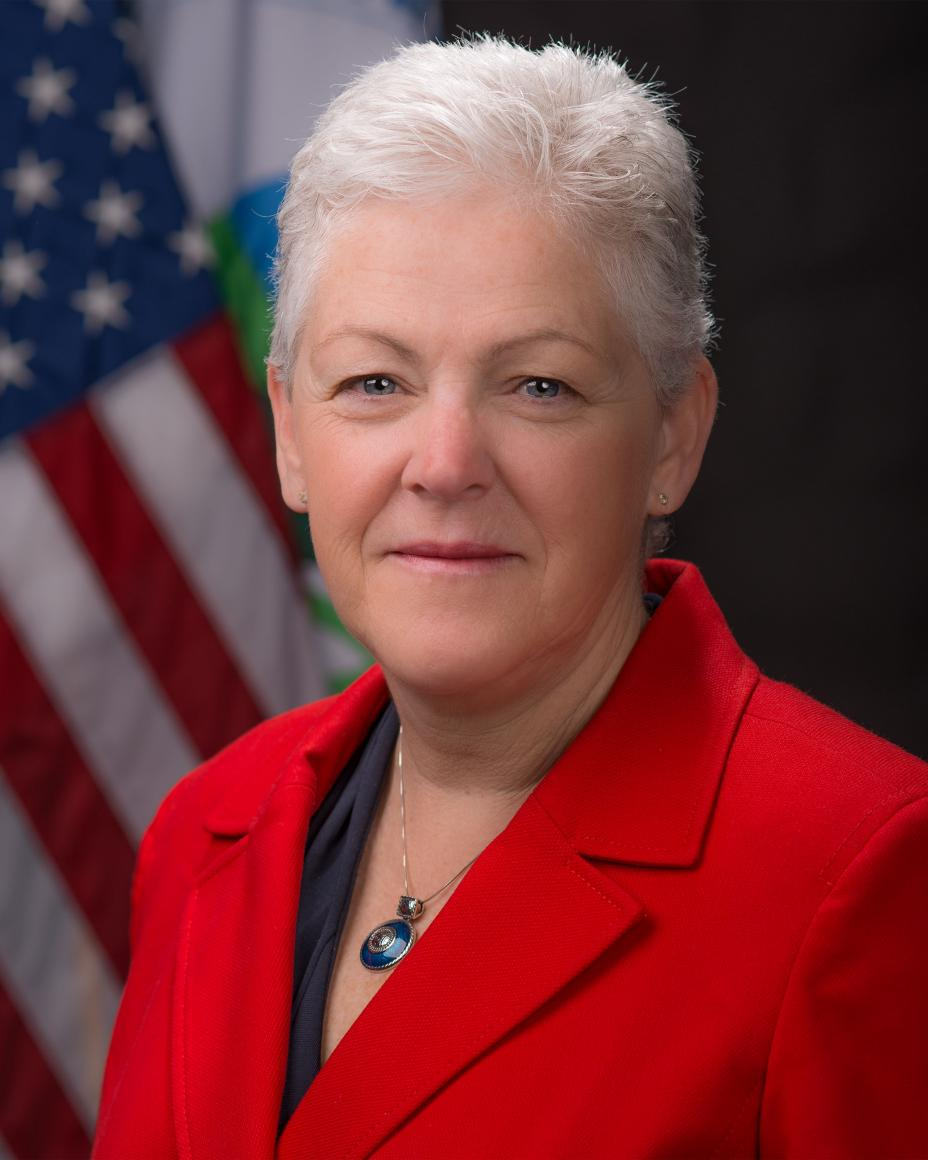
Gina McCarthy (2013)

Regina A. „Gina“ McCarthy (* 3. Mai 1954 in Boston, Massachusetts) ist eine US-amerikanische Expertin für Umweltgesundheit und Luftverschmutzung. Von Juli 2013 bis Januar 2017 leitete sie die US-Umweltschutzbehörde Environmental Protection Agency (EPA). Unter US-Präsident Joe Biden koordiniert sie als Nationale Klimaberaterin des Weißen Hauses seit 2021 im Weißen Haus die Klimapolitik zwischen den US-Ministerien und Bundesbehörden.

## Leben
McCarthy studierte Anthropologie an der University of Massachusetts in Boston; nach ihrem Bachelor 1976 absolvierte sie 1981 ein Master-Studienprogramm an der Tufts University.
Sie arbeitete für das Umweltministerium des Bundesstaats (Department of Environmental Protection) und bis 2004 in der Verwaltung des Staates Massachusetts.
Ab 2009 war McCarthy stellvertretende Leiterin der EPA; im Juli 2013 wurde sie unter US-Präsident Obama zu deren Leiterin ernannt. 
Ihre Amtszeit endete am 20. Januar 2017, dem Tag, an dem Donald Trump das Amt als US-Präsident antrat. 
Der von Trump nominierte Scott Pruitt war vom 17. Februar 2017 bis zum 6. Juli 2018 ihr Nachfolger. 

## Privates
McCarthy ist verheiratet und hat drei Kinder.